# ناتاليا نزاروفا
ناتاليا فيكتوروفنا نازاروفا (الروسية: Наталья Викторовна Назарова ، ولدت في 26 مايو 1979، موسكو) لاعبة عداءة سباقات المضمار والميدان في مسابقة 400 متر، حطمت ناتاليا الرقم القياسي العالمي الداخلي في 8 يناير 2004 بعد ستة عشر عامًا في مسافة 500 متر في زمن 1:07.36 ، والتي حققته أولغا نازاروفا، كما احتلت المركز الرابع في بطولة العالم 2003.
بعد أفضل وقت شخصي بلغ 49.65 ثانية قبل أسبوعين، فقدت ناتاليا شكلها مع بداية الألعاب الأولمبية الصيفية لعام 2004 في أثينا ، اليونان ، وحصلت على المركز الثامن في النهائي. لقد حصلت على الميدالية الفضية في التتابع.